# Stora Skripetjärnen
Stora Skripetjärnen är en sjö i Marks kommun i Västergötland och ingår i Rolfsåns huvudavrinningsområde.